# Alexandros Nikolopulos
Alexandros Nikolopoulos (1875 – m. desconocida) fue un pesista griego, que compitió en los Juegos Olímpicos de Atenas 1896
Nikolopoulos compitió en el evento de levantamiento con dos brazos del programa de halterofilia, se ubicó tercero de cuatro pesistas, al levantar un peso de 57,0 kilogramos. En el evento de levantamiento con un brazo, finalizó cuarto, luego de levantar 57,0 kilogramos con un brazo, empatando al medallista de plata Viggo Jensen; pero quedó en la tercera colocación ya que con el otro brazo no pudo levantar más que 40,0 kilogramos,